# Hyundai ix35

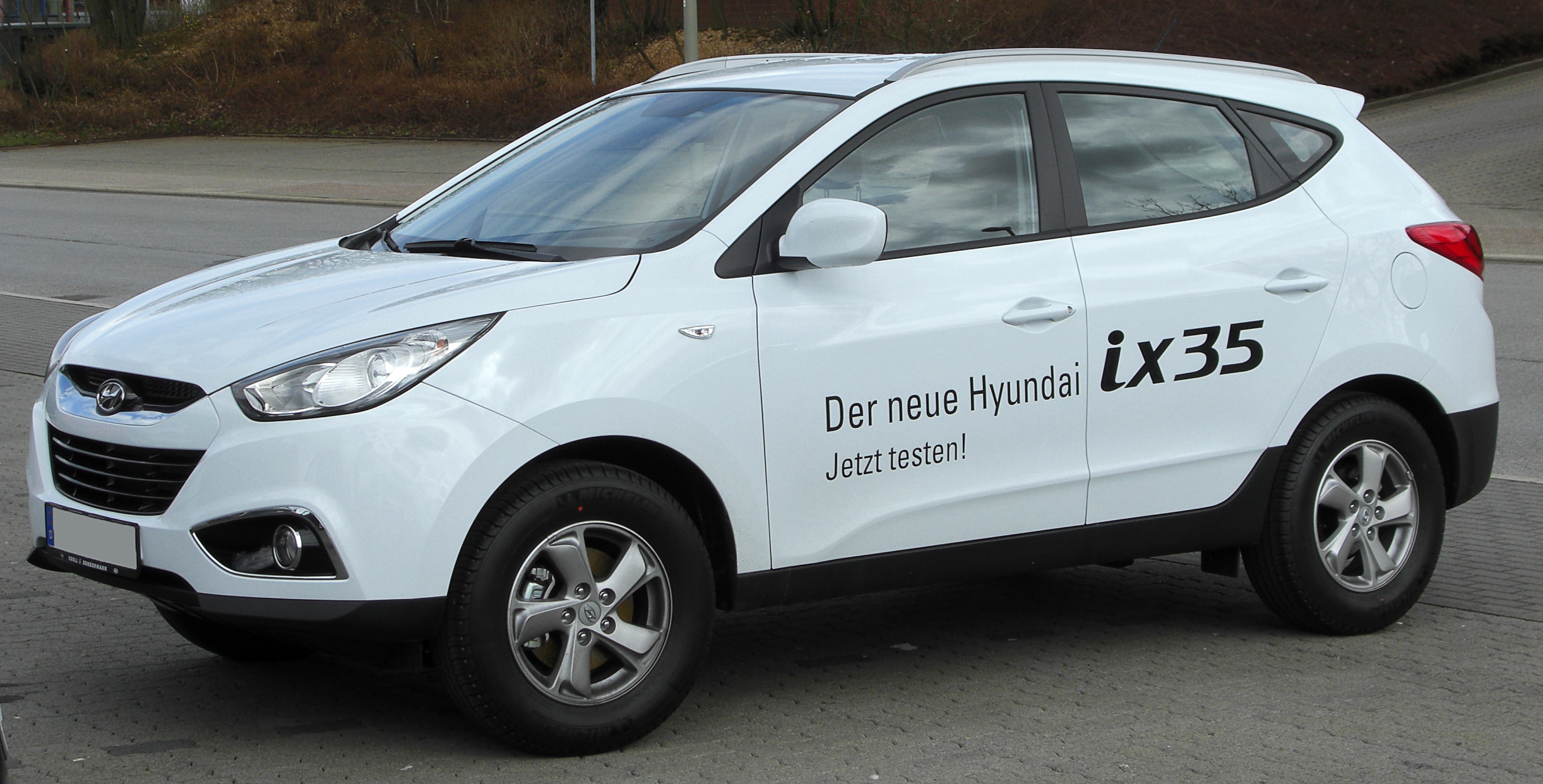
Hyundai ix35

Hyundai ix35 je jihokorejský automobil vyráběný v České republice v Nošovicích, Jižní Koreji, na Slovensku v Žilině, v Číně, Indonésii a Egyptě. Patří do třídy SUV. Jeho předchůdce byl Hyundai Tucson. První generace Hyundai ix35 se vyráběl v letech 2009–2017, poté byla nahrazena druhou generací.

## Rozměry
- Rozvor: 2640 mm
- Délka: 4410 mm
- Šířka: 1820 mm
- Výška: 1655–1685 mm (potřebuje upřesnit)

## Motory
| Motor                | 1,6 GDI        | 2,0 DOHC CVVT (4×2) | 1,7 CRDI       | 2,0 DOHC CVVT (4×4) | 2,0 CRDI (4×4, 100 kW) | 2,0 CRDI (4×4, 135 kW) |
| -------------------- | -------------- | ------------------- | -------------- | ------------------- | ---------------------- | ---------------------- |
| Převodovka           | 6 st. manuální | 5 st. manuální      | 6 st. manuální | 5 st. manuální      | 6 st. manuální         | 6 st. manuální         |
| Palivo               | Benzin         | Benzin              | Nafta          | Benzin              | Nafta                  | Nafta                  |
| Objem (cm³)          | 1591           | 1998                | 1685           | 1998                | 1995                   | 1995                   |
| Výkon (kW)           | 99             | 120                 | 85             | 120                 | 100                    | 135                    |
| Kroutící moment (Nm) | 167            | 194                 | 260            | 194                 | 320                    | 383                    |
| Max. rychlost (km/h) | 178            | 184                 | 173            | 184                 | 181                    | 194                    |
| Zrychlení 0–100 (s)  | 11,1           | 10,4                | 12,4           | 10,4                | 11,3                   | 10                     |
| Spotřeba (l/100 km)  | 6,8            | 7,5                 | 5,3            | 7,5                 | 5,7                    | 6                      |